# Ambohitrimanjaka
Ambohitrimanjaka est une commune rurale malgache, située dans le district d'Ambohidratrimo (région d'Analamanga).

## Monuments
- Tombeaux Royaux